# Iglesia de San Vicente Mártir (Vitoria)
La iglesia de San Vicente Mártir es un templo católico situado en el Casco Viejo de la ciudad de Vitoria, (Álava, País Vasco, España). Construido entre los siglos XV y XVI, su estilo predominante es el gótico, ya escorado al Renacimiento.

## Historia
El templo se construyó sobre una de las fortalezas de la Vitoria de la época del rey Sancho VI de Navarra, entregada para tal fin al Concejo de la ciudad por los Reyes Católicos en el año 1484.
Durante las guerras de bandos en la ciudad de Vitoria, el antiguo castillo de San Vicente fue cambiando de manos en los sucesivos enfrentamientos entre los Calleja y los Ayala.
 Así, en el siglo XV mientras se encontraba bajo control de los Calleja fue asaltado una noche de Navidad por Juan de Salinas, al servicio del conde de Treviño, y devuelto a la ciudad. En recuerdo de esta hazaña los Salinas adoptaron una torre y una escala como motivo heráldico, y así se puede ver en el escudo sobre la puerta trasera del cercano palacio de Villa Suso de la capital alavesa, construido por su abuelo, Martín de Salinas.
Desde el siglo XIII existiría en el emplazamiento un templo de pequeñas dimensiones que fue derribado para dar lugar a la nueva iglesia.
Bien de Interés Cultural (BIC), es Monumento Histórico-Artístico Nacional desde 1984.

## Descripción
El acceso al templo se hace tanto desde el muro septentrional, por la nave del Evangelio, como del meridional, por la nave de la Epístola, tras pasar por un pórtico en galería de seis arcos construido en el siglo XIX aprovechando elementos del arruinado (y hoy desaparecido) Convento de San Francisco, el cual cumple la función de salvar el acusado desnivel del terreno. Junto a las puertas hay dos grandes conchas para el agua bendita, regalos del Marqués de Montehermoso y traídas de Filipinas. Incrustada en la pared al lado de la entrada de la nave de la Epístola hay otra pila de agua bendita y un calvario del siglo XVI en piedra.
La fábrica, de Iglesia de salón planta de salón, tiene tres naves de cuatro tramos de igual altura definidas por ocho pilares cilíndricos desprovistos de capiteles y cualquier otra ornamentación. Los mismos sostienen bóvedas, de crucería sencilla salvo en el primer tramo, a los pies, donde se asienta un gran coro con ornamentación plateresca, y en el cuarto tramo o falso crucero, donde son de crucería con terceletes. El par de pilares anterior está adosado al vértice de pared que acota el presbiterio; los siguientes dos pares ganan en grosor y el posterior descansa en unos pilares el doble de gruesos con el objeto de sostener el coro y la balaustrada calada.
En la parte perimetral los nervios de las bóvedas descansan en doce ménsulas repartidas en las paredes decoradas con motivos zoológicos. Las intersecciones de los nervios están decoradas con claves redondas.

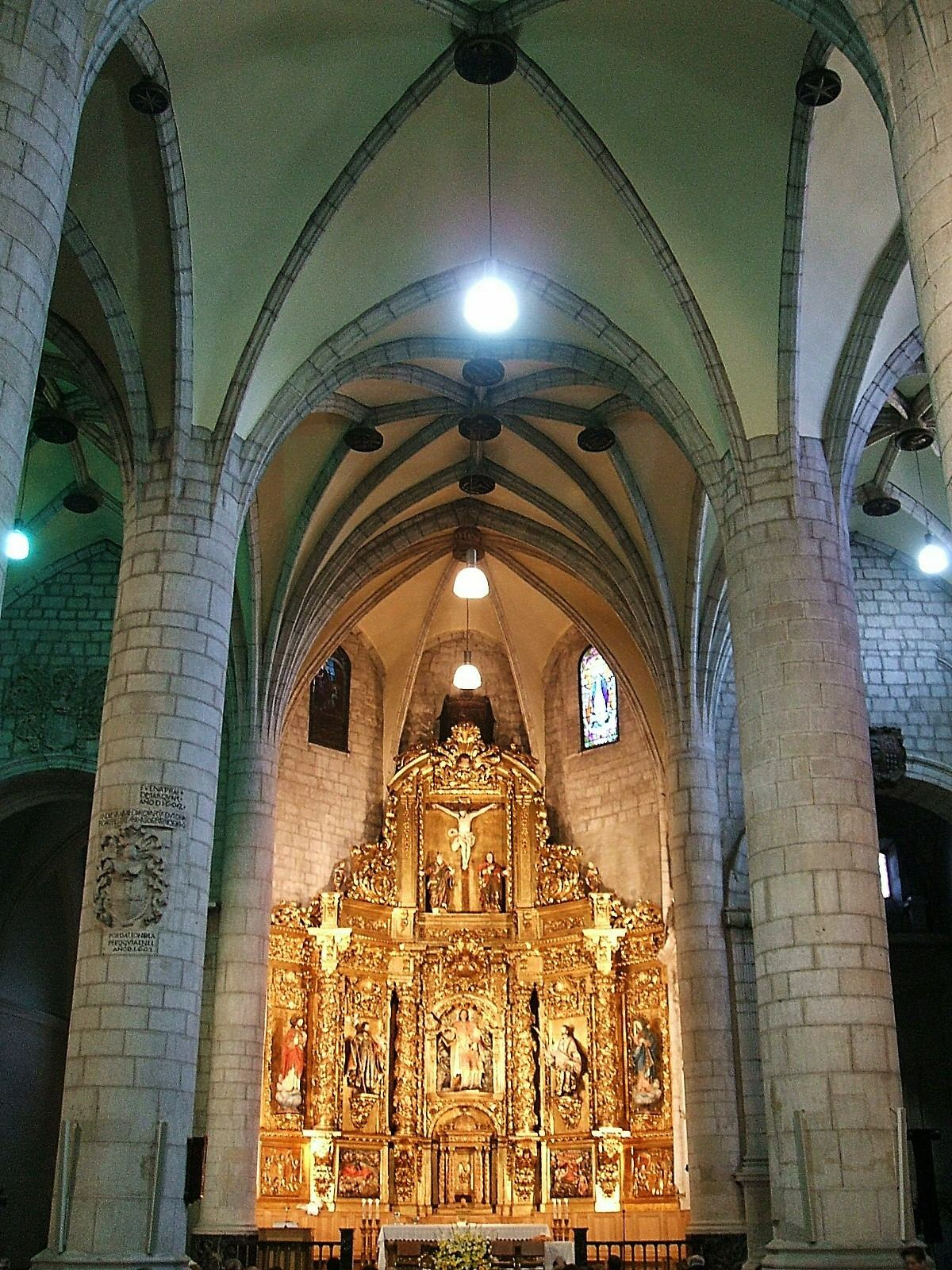
Cabecera de la iglesia.

La torre, de 54 metros de altura, fue levantada entre 1860 y 1872 con arreglo a un estilo neobizantino en sustitución de una anterior, posiblemente de origen medieval. En la actualidad su interior está abierto a visitas guiadas.
La Capilla Mayor aparece timbrada con el escudo de los Reyes Católicos en la parte alta del paramento central y con los de los Iruñas en las paredes laterales. 
El Retablo Mayor, de estilo barroco churrigueresco y terminado en 1749 por los maestros vitorianos Andrés de Maruru, Gregorio de Larranz y Manuel Izquierdo, está adosado a un ábside de cinco paños. Sus tres calles y el ático con calvario ostentan seis tallas de bulto redondo más cuatro relieves en la predela que muestran escenas de la vida y el martirio del patrón titular, San Vicente, cuya imagen preside en hornacina el cuerpo central. Posteriormente, en 1896, se añadieron a ambos lados del retablo dos cuerpos siméticos a modo de calles adicionales para contener dos esculturas del Sagrado Corazón de Jesús y la Virgen María.
En el lado izquierdo del presbiterio, bajo un arco ojival, se encuentra el sepulcro con bulto yacente del Chantre de Armentia Don Nicolás, muerto en 1349, según reza la lápida enmarcada por escudos y los símbolos del Tetramorfos. 

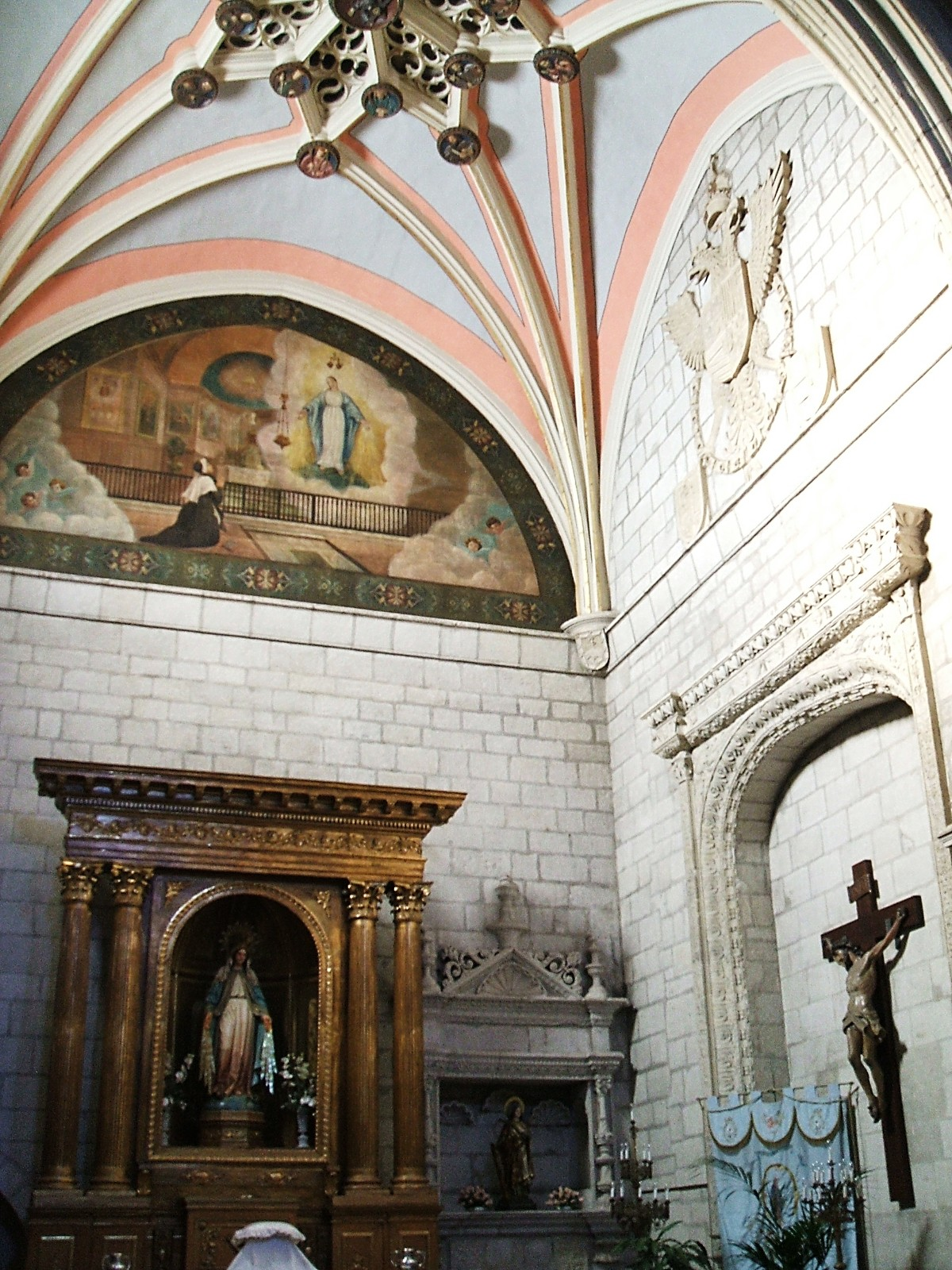
Capilla de la Virgen de la Milagrosa.

La Capilla de la Virgen de la Milagrosa, antiguamente de Santa Cruz, fue abierta en el lado del Evangelio en el siglo XVI por Ortuño Ibáñez de Aguirre, Oidor del Consejo Real y de la Inquisición, para que le sirviera de enterramiento. Sus blasones, junto con los de Esquíbel por su esposa, se repiten en muros, claves y repisas, rodeados de detalles platerescos; sobre ellos campea un gran escudo imperial de Carlos I. Una bóveda estrellada cubre el espacio.
La capilla contiene dos arcos sepulcrales simétricos de medio punto con escudos de las familias Sarría y Zárate; uno de ellos cobija una estatua yacente, gótica del siglo XIV, sin inscripción ni detalle. También, un nicho plateresco del XVI, de columnas abalaustradas y cornisas molduradas con grutescos, en cuyo interior hay cinco doseletes avenerados, donde se supone que estuvieron expuestos cinco relicarios de Santa Úrsula y sus compañeras mártires, actualmente en el Museo Diocesano de Arte Sacro de Álava. Existe también un espacio adosado para sacristía.
La Capilla de Nuestra Señora de los Dolores, antiguamente consagrada a San Lorenzo, se sitúa a la izquierda del altar mayor. Fue construida entre 1590 y 1619 por Don Gaspar de Álava, canónigo de Burgos.

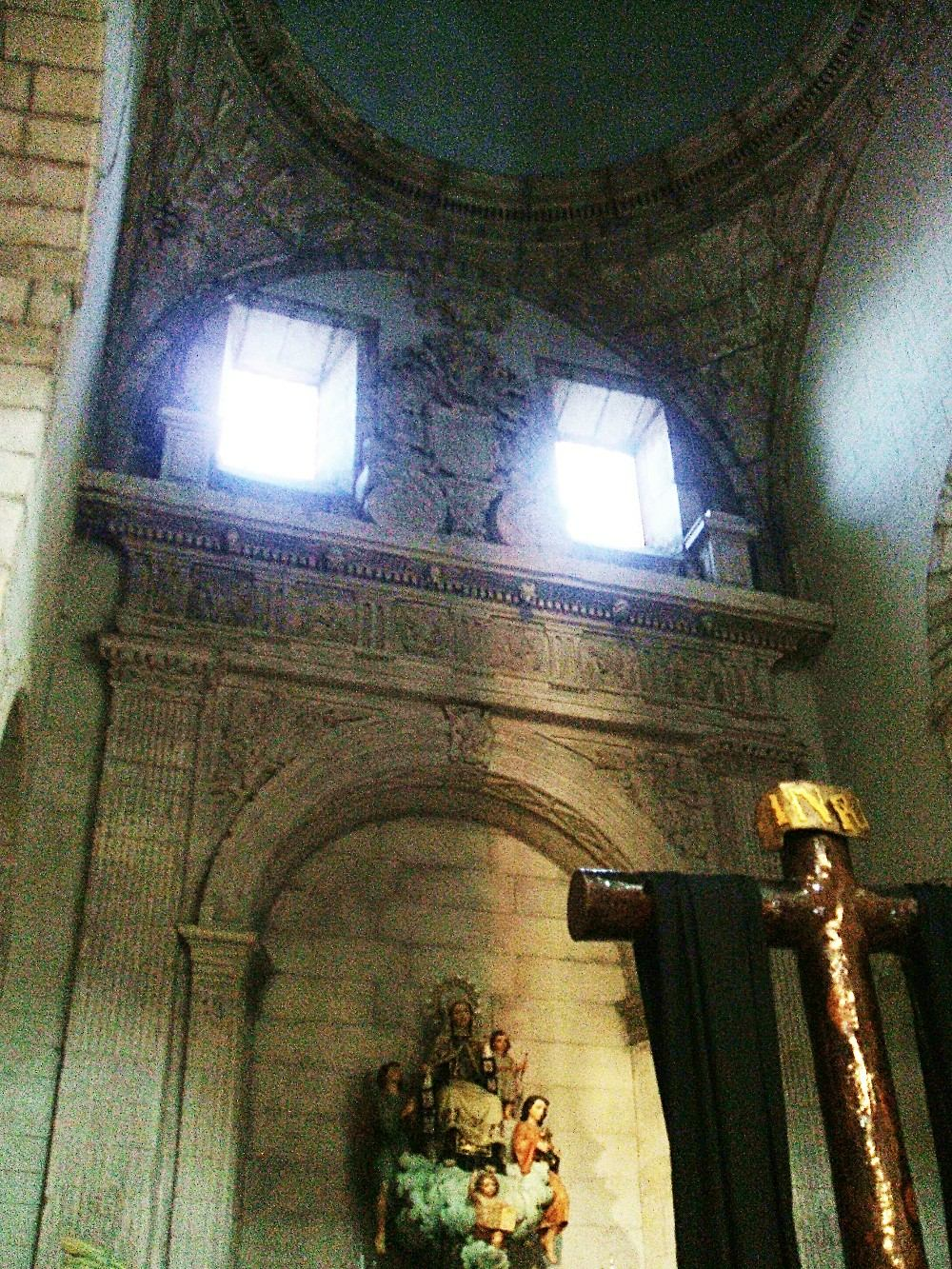
Capilla del Carmen.

La Capilla del Carmen, renacentista de finales del siglo XVI, se sitúa a la derecha del altar mayor. En tiempos pasados esta capilla era denominada de Nuestra Señora de las Reliquias, y perteneció a la familia Sarría. Forma su entrada un amplio arco de medio punto que se reproduce en la pared del fondo, con decoración alegórica en enjutas y cornisa. En los ángulos de la parte superior, bustos de los cuatro grandes Doctores de la Iglesia en Occidente. Cubre la capilla una cúpula sobre pechinas.
En las naves laterales hay otros retablos, como el dedicado a San Cristóbal en la nave del Evangelio y el de San Blas en la nave de la Epístola. Junto a este último se halla la pila bautismal de mármol, bajo un arcosolio apuntado. 
La Capilla de los Pasos es una construcción adosada a la parte posterior de la nave de la Epístola, con la que está comunicada, aunque tiene acceso propio desde el pórtico exterior. Su nombre le viene de que guardaba los pasos que salen en procesión el Jueves y el Viernes Santo, y que ahora se muestran en el amplio sotacoro. Fue sede de la cofradía de la Vera Cruz, llamada originalmente de los Disciplinantes.
La capilla funciona como parroquia de culto regular, siendo el lugar de celebración de las misas que hasta hace unos años se oficiaban en la Capilla Mayor. En su interior pueden contemplarse un crucifijo de tamaño natural atribuido a Mauricio Valdivielso y que anteriormente estuvo en la Capilla de la Milagrosa, un Cristo yacente en urna fabricado en Vitoria en 1859 por Jerónimo Ulibarri, y varios objetos de orfebrería litúrgica realizados en estilo neogótico en el siglo XIX.

## Telégrafo óptico
La torre de la iglesia de San Vicente Mártir fue usada en el siglo XIX como la torre número 36 - Vitoria, de la línea de Castilla del telégrafo óptico.